# Seawolf (U-Boot, 1936)
Die Seawolf (Kennung: N47) war ein U-Boot der britischen Royal Navy im Zweiten Weltkrieg.

## Geschichte
siehe: Geschichte der Shark-Klasse und detaillierte Geschichte der S-Klasse
Die Seawolf (deutsch: Seewolf) gehörte zur zweiten Baugruppe der erfolgreichen S-Klasse. Dieses Baulos wird auch als Shark-Klasse bezeichnet. Sie wurde am 25. Mai 1934 bei Scotts Shipbuilding and Engineering Company in Greenock auf Kiel gelegt, lief am 28. November 1935 vom Stapel und wurde von der Royal Navy am 12. März 1936 in Dienst gestellt.
Nach dem Ausbruch des Zweiten Weltkrieges am 1. September 1939 wurde das U-Boot in der Nordsee eingesetzt.
Die Seawolf griff 35 sm westlich von Skagen (Dänemark) auf der Position 57° 39′ N, 9° 28′ O den deutschen Leichten Kreuzer Nürnberg und das deutsche Torpedoboot Falke erfolglos an. Am 18. April 1940 torpedierte und versenkte das U-Boot im Skagerrak auf der Position 58° 9′ N, 10° 32′ O das deutsche Frachtschiff Hamm (5874 BRT).
Am 6. März 1942 konnte eine Positionsmeldung der zum Geleitzugkrieg auslaufenden Tirpitz abgesetzt werden.
Ab Januar 1943 wurde die Seawolf in Kanada zur Ausbildung eingesetzt. Nach dem Kriegsende wurde sie in Kanada stillgelegt und verschrottet.